# Yenice, Orta
Yenice là một xã thuộc huyện Orta, tỉnh Çankırı, Thổ Nhĩ Kỳ. Dân số thời điểm năm 2010 là 148 người.